# 40 Acres
40 Acres (engl. für „40 Hektar“) ist ein Action- und Mystery-Thriller von R.T. Thorne. In dem in einer dystopischen Zukunft spielenden Film hat das Aussterben aller Tiere auf der Erde zu einem Zusammenbruch der Ernährung gesorgt, weshalb Ackerland und das Wissen über dessen Bewirtschaftung zu hohen Gütern geworden sind. Die Hauptrollen wurden mit Danielle Deadwyler, Michael Greyeyes, Kataem O’Connor und Milcania Diaz-Rojas besetzt. 40 Acres feierte im September 2024 beim Toronto International Film Festival seine Premiere. 

## Handlung
In einer dystopischen Zukunft fielen die Tiere auf der Erde einer Pilzpandemie zum Opfer. Daraufhin entstand eine neue Weltordnung, in der sich Bauern, die ihre eigenen Feldfrüchte anbauen, behaupten können, während andere ums Überleben kämpfen, wenn sie nicht nach dem Bürgerkrieg und dem folgenden Zusammenbruch der Nahrungskette gestorben sind.
14 Jahre später weiß die Farmerin Hailey Freeman genau, wie sie ihre kleine Familie mit dem geerbten Stück Land in Ontario, das sie ihr eigenen nennen, ernähren kann. Die ehemalige US-Soldatin ist nach einem Einsatz nach Kanada zurückgekehrt, wo sie ihren Sohn Emanuel genannt „Manny“ während ihrer Abwesenheit bei Verwandten untergebracht hatte. Sie haben dort ein großes Haus, eine Scheune und eine Garage. Hailey versucht das wertvoll gewordene Ackerland mit einem Elektrozaun und Stacheldraht zu sichern. Nachts belauschen sie mit einem Kurzwellenradio andere Familien in der Gegend.
Eines Tages findet Manny eine Fremde junge Frau namens Dawn in der Nähe der Farm. Sie ist verletzt, und Manny beschließt, sie ohne das Wissen seiner Mutter gesund zu pflegen und versteckt sie auf der Farm.

## Produktion

### Regie, Drehbuch und Filmtitel
Regie führte R.T. Thorne, der gemeinsam mit Glenn Taylor auch das Drehbuch schrieb. Es handelt sich bei 40 Acres nach einer Vielzahl von Musikvideos, Kurzfilmen und Fernsehserien wie Blindspot um den ersten Spielfilm, bei dem Thorne Regie führte.
Der Titel des Films nimmt Bezug auf ein Versprechen von General William T. Sherman nach dem Ende des amerikanischen Bürgerkriegs im Januar 1865, dass ehemaligen Sklaven nach ihrer Entlassung aus der Sklaverei 40 Morgen Land und ein Maultier („40 Acres and a Mule“) als Reparationsleistung und als Mittel zur wirtschaftlichen Selbstversorgung zustehen würden. Auch die Freemans in seinem Film seien Nachkommen von Sklaven, die geflohen sind und nach Kanada kamen, um dort ihre Farm aufzubauen, so Thorne.

### Besetzung und Dreharbeiten

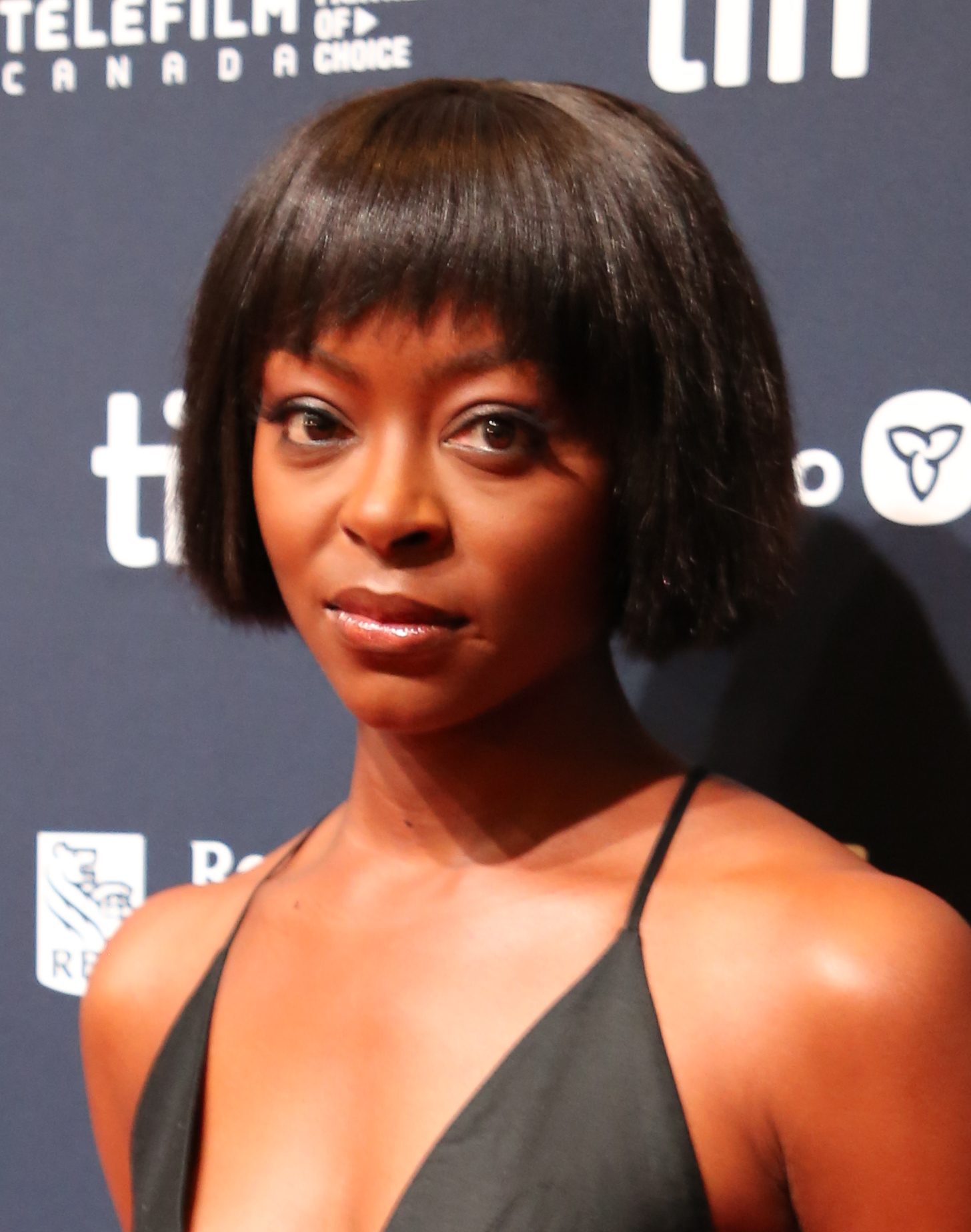
Danielle Deadwyler spielt Hailey Freeman

Danielle Deadwyler, bekannt aus Filmen wie The Harder They Fall, Till – Kampf um die Wahrheit, The Piano Lesson und The Woman in the Yard, spielt Hailey Freeman. Kataem O’Connor spielt ihren Sohn Emmanuel und Leenah Robinson ihre Stieftochter Raine. Michael Greyeyes ist in der Rolle von Haileys Partner Galen zu sehen. Elizabeth Saunders spielt Augusta Taylor, eine Bekannte der Familie. Milcania Diaz-Rojas spielt Dawn, die Emanuel bei ihnen versteckt, um sie gesund zu pflegen. Das Casting übernahmen Kim Coleman und Stephanie Gorin.
Die Dreharbeiten fanden im Herbst 2023 in Sudbury im kanadischen Ontario statt. Als Kameramann fungierte Jeremy Benning, der zuvor überwiegend für Kurzfilme und Fernsehserien tätig war.

### Filmmusik und Veröffentlichung
Die Filmmusik komponierte Todor Kobakov, der in der Vergangenheit für Filme wie Backstabbing for Beginners, Brother und Der Samariter – Tödliches Finale tätig war.
Die Premiere von 40 Acres fand am 6. September 2024 beim Toronto International Film Festival statt. Im Dezember 2024 erfolgten Vorstellungen beim Red Sea International Film Festival. Mitte, Ende April 2025 wurde der Film beim San Francisco International Film Festival gezeigt und im weiteren Verlauf des Monats April beim Cleveland International Film Festival, beim Florida Film Festival und beim Dallas International Film Festival. Am 2. Juli 2025 kam er in die US-Kinos.

## Rezeption

### Altersfreigabe und Kritiken
In den USA erhielt der Film  ein R-Rating, was einer Freigabe ab 17 Jahren entspricht.
Von den bei Rotten Tomatoes aufgeführten Kritiken sind 91 Prozent positiv. Bei Metacritic erhielt der Film einen Metascore von 75 von 100 möglichen Punkten.
J Hurtado schreibt in einer Kritik für screenanarchy.com, Regisseur R.T. Thorne habe in 40 Acres eine glaubwürdige Welt erschaffen, in der die Charaktere glaubwürdig agieren und mit denen das Publikum mitfühlen kann. So sei 40 Acres ein solider Beitrag zum dystopischen Horrorkanon und zugleich eine Visitenkarte für einen Filmemacher, der gerade erst seine Laufbahn im Spielfilmbereich beginnt.

### Auszeichnungen
Cleveland International Film Festival 2025
- Nominierung als Bester Spielfilm – International Narrative Competition (R.T. Thorne)

South by Southwest Film Festival 2025
- Nominierung für den Publikumspreis – Festival Favorites (R.T. Thorne)[18]